# جزيرة أيزولا بيلا
أيزولا بيلا (بالإيطالية: Isola Bella)‏ وتعني حرفيا الجزيرة الجميلة، هي جزيرة صغيرة في بحيرة ماغيوري شمال إيطاليا، وتقع على بعد 400 م من مدينة ستريسا. تتميز الجزيرة بكونها اليوم موقع جذب شهير للسياح لزيارة قصر بوروميو المنشأ في القرن السابع عشر، وحديقته المعروفة بحديقة الحب؛ وهما متواجدان على الشاطئ الشمالي الغربي للجزيرة.

## معرض صور

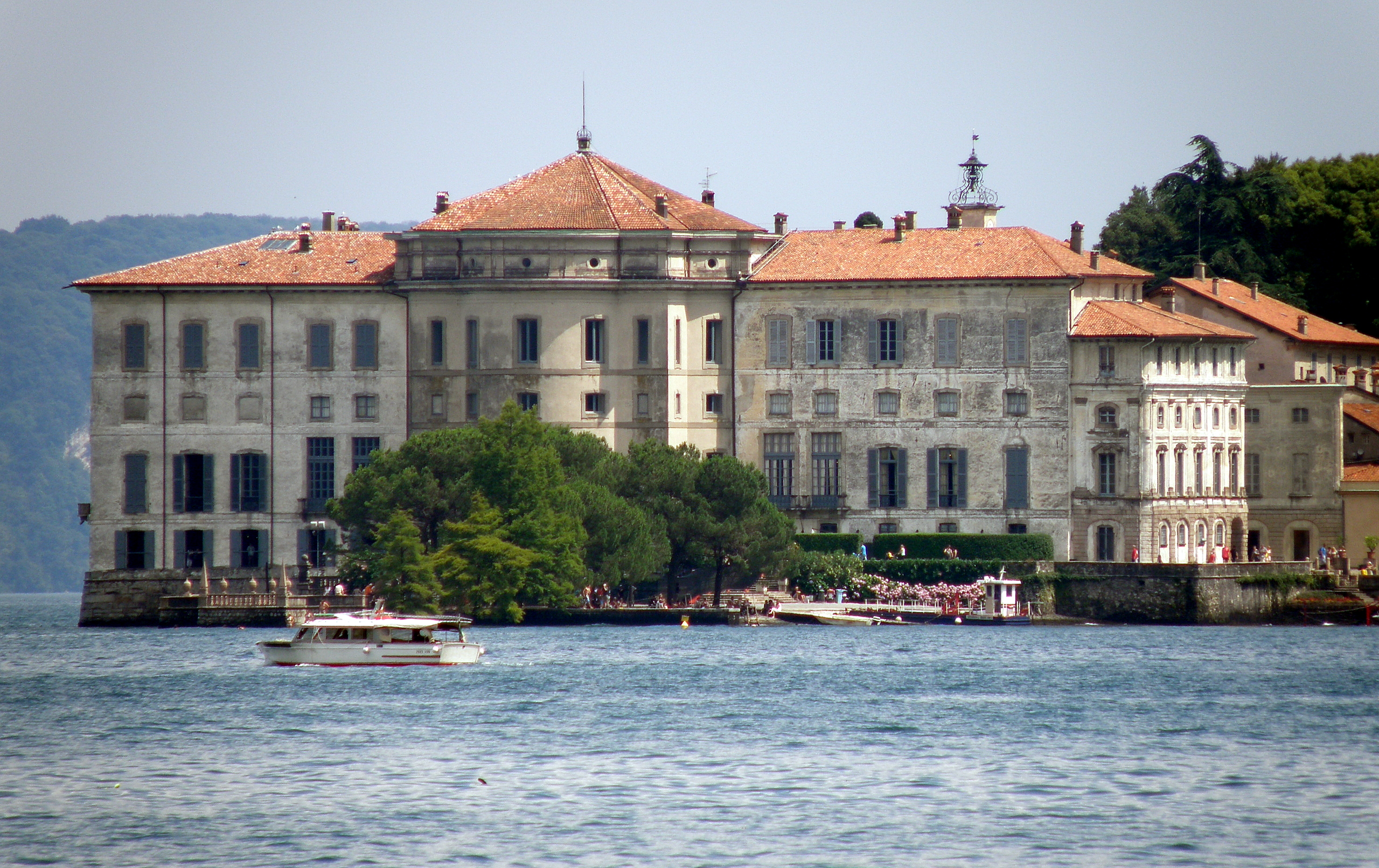
قصر بوروميو
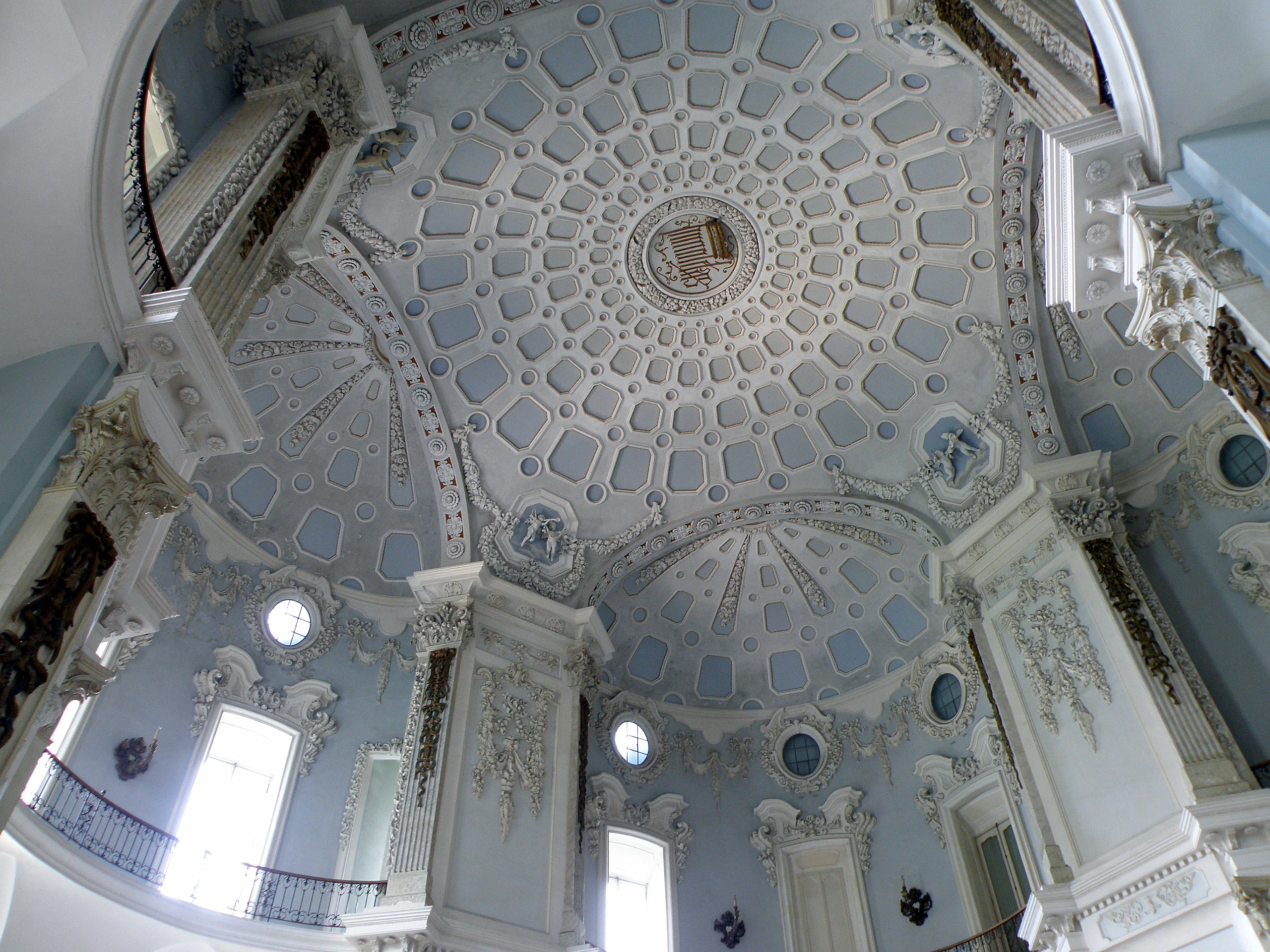
القصر من الداخل
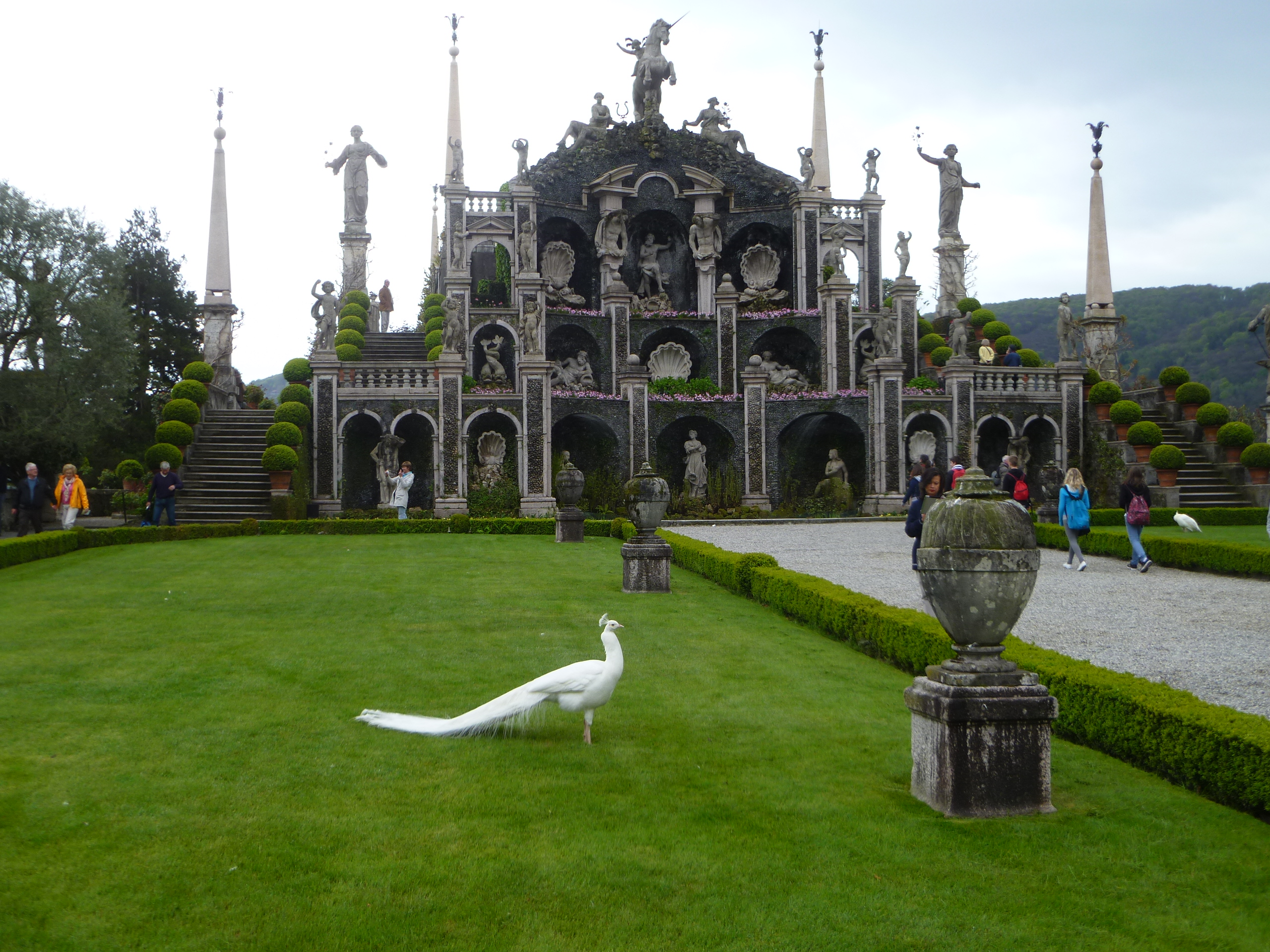
حديقة القصر وبها طاووس أبيض
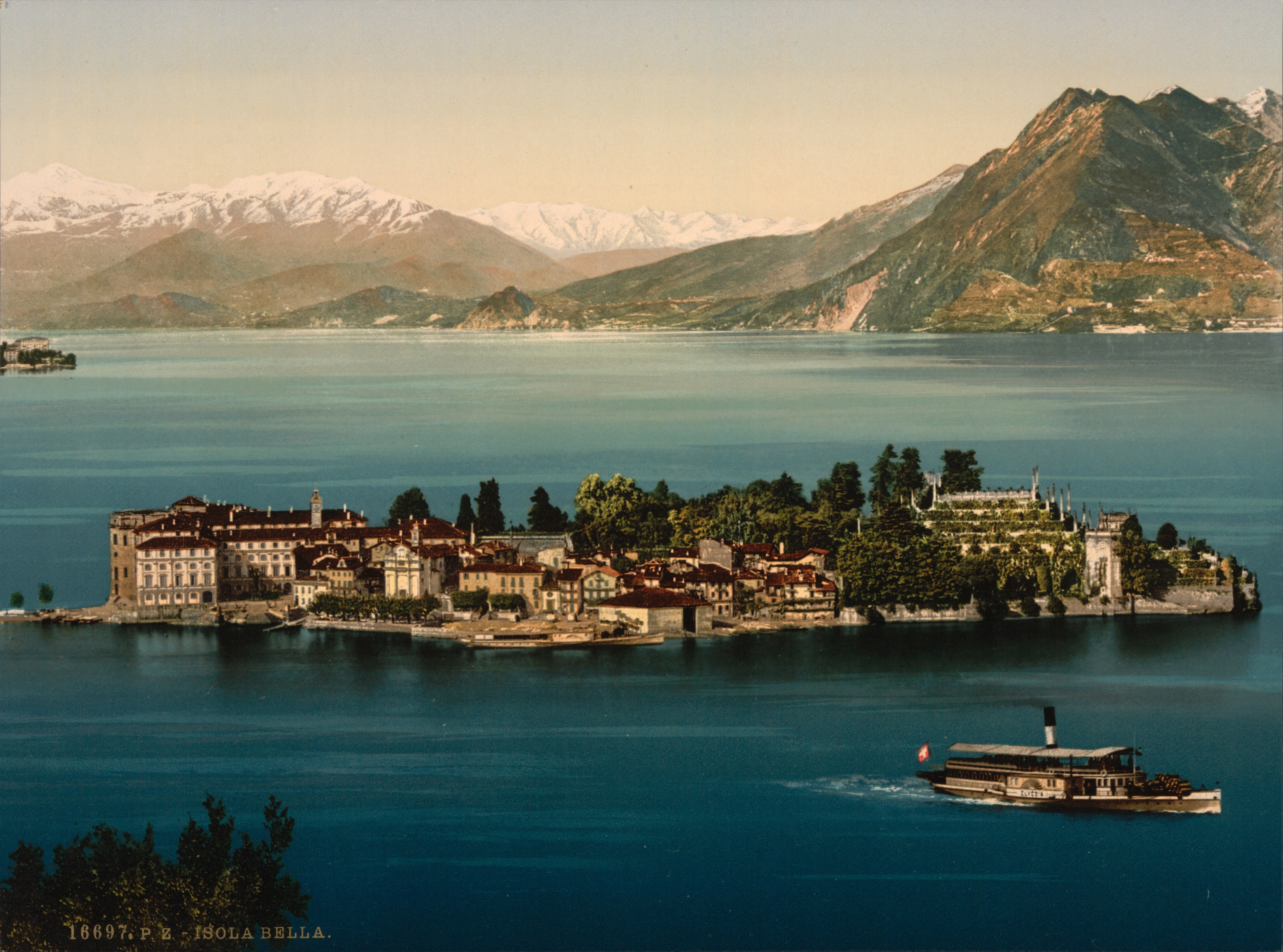
صورة للجزيرة في القرن التاسع عشر
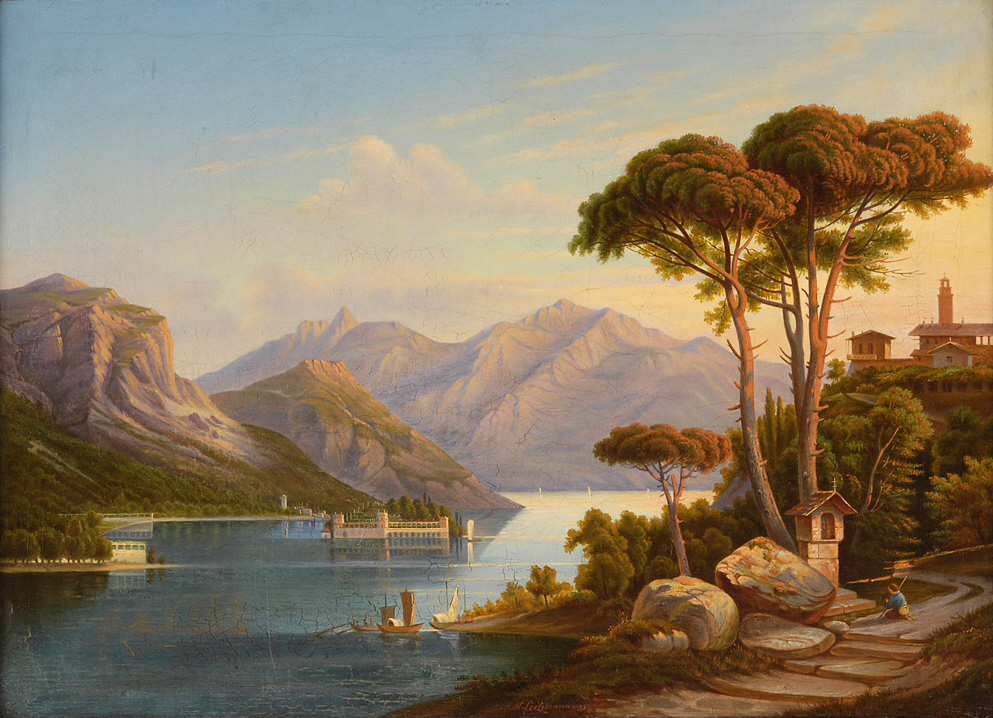
لوحة للجزيرة رسمت بواسطة ليتمان في 1851